# 市道山
市道山（いちみちやま）は、東京都西多摩郡檜原村、あきる野市境、奥多摩山域にある標高795.1mの山で、北と南を結んだ交易の峰である。東京都の奥多摩山域の代表的な山の一つで、多摩百山に選ばれており、戸倉三山の1つである。
高尾山から北上すると、高尾山、城山、小仏峠、景信山、堂所山、明王峠、陣馬山（陣場山）、和田峠、醍醐丸、市道山、臼杵山と続く（奥高尾縦走路）。

## 概要
山頂は、やや狭いものの岩盤がベンチのように露出している。訪れる人は、少ないが山頂からは、刈寄山と五日市の市街地、関東平野の向こうに筑波山、笹尾根の連行峰が望まれる。所要時間は、陣馬山が高尾駅からバスで、終点「陣馬高原下」まで37分、徒歩1時間20分に対して、市道山は「関場」まで25分、徒歩2時間15分である。頂上にはトイレや売店は無い。

## 歴史
- 昭和の頃まで、歩行距離は短いが、檜原村の嫁取坂(よめとりざか)と呼ばれる急勾配の尾根道を、檜原村から大勢の若者が生糸を担ぎ市道山を越えて、醍醐を経て八王子に運んだ。また、山仕事のない冬季に八王子に檜原村の若者が出稼ぎにと、人々が行き来していた。このことにより男女の縁を結んだことで、檜原村からの登山道を嫁取坂と呼んだ。[2]
- 日本山岳スポーツ協会主催の「日本山岳耐久レース(24時間以内)～長谷川恒男CUP」（ハセツネCUP）のコースの一部になっている。

## 山名の由来
- 市道山と呼ばれてのは、八王子から五日市で開かれていた市に、交易のために通ったことに由来する。なお、山頂から五日市への下山路は、廃道になっている。[2]。

## 登山

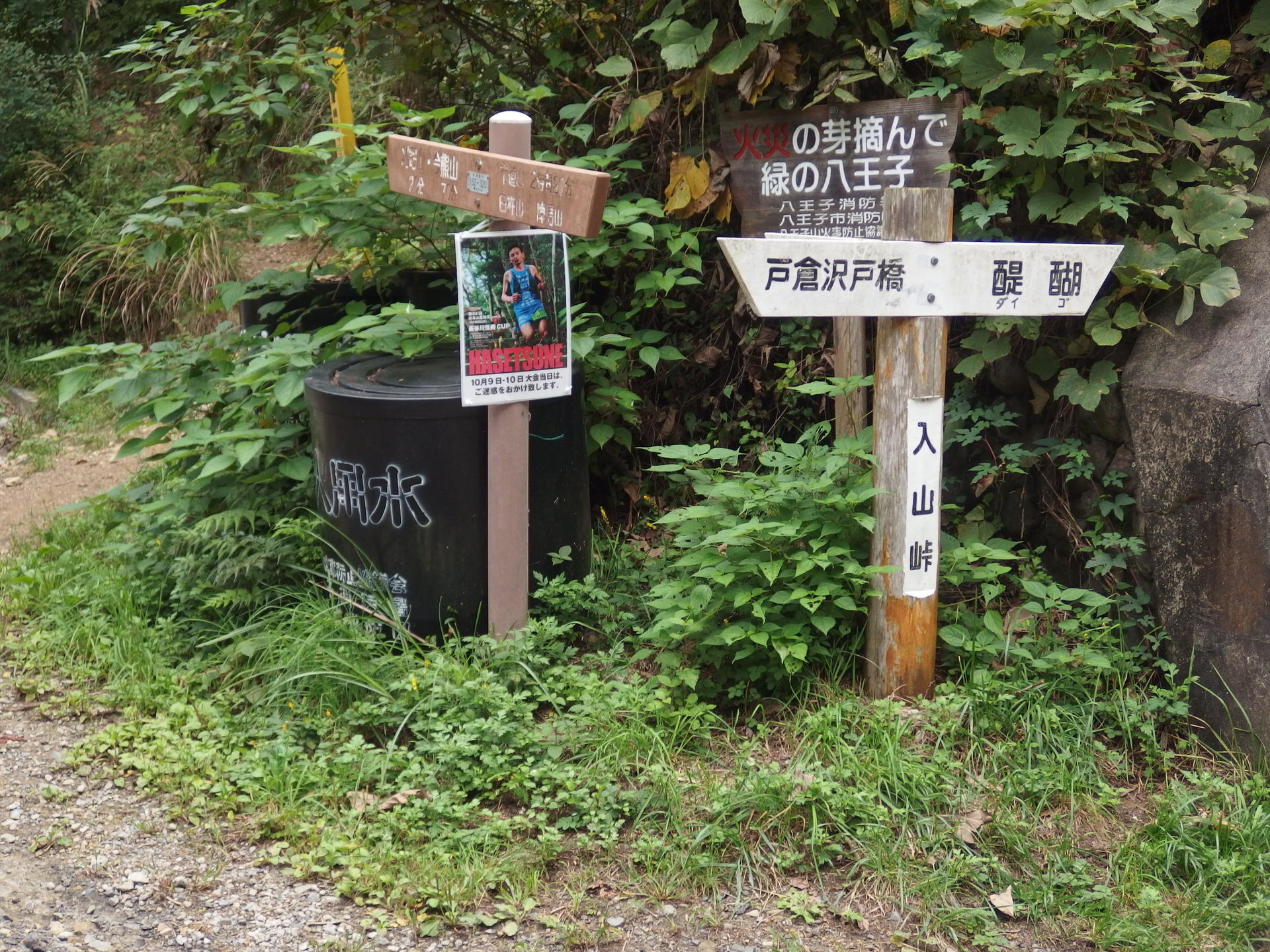
入山峠（八王子市、2016年9月）

### 登山道
- 今熊山登山口ルート

今熊山を経て、入山峠、市道山～醍醐丸を経て和田峠・陣馬山から「陣馬高原下」に至る。
『八王子八峰登山大会』のルートは今熊バス停～今熊山～刈寄山～市道山～醍醐丸～陣馬山～景信山～城山～高尾山～高尾山口駅である。距離32.5km、所要時間10時間である。
- 嫁取坂(よめとりざか)ルート

JR武蔵五日市駅より西東京バス「払沢の滝入口経由 数馬行」（五滝10）にて「笹平」バス停下車（30分）、徒歩登り1時間30分・下り1時間10分。
- 醍醐登山道ルート

JR中央本線・京王電鉄京王高尾線・高尾駅北口より西東京バス「[霊園32] 陣馬高原下」行で「関場バス停留所」下車。陣馬街道と分岐する醍醐林道に行く。醍醐林道の起点から間もなく(２分)、林道ににく沢に入る(15分)。醍醐登山道の出合を登ると旧醍醐峠（30分）。それより25分で山頂に着く。
- 和田峠ルート

JR中央本線・京王電鉄京王高尾線・高尾駅北口より西東京バス「[霊園32] 陣馬高原下」行で終点下車。和田峠を経て、醍醐丸から吊尾根を行く。

## 参照
1. ↑  “登山ルート / 関場バス停から市道山のピストン”.   名山Navi. 2025年1月25日閲覧。
2. 1 2  “笹平から嫁取坂、市道山、臼杵山、元郷/急勾配の嫁取坂を越え、失われた三角点の市道山へ/”.   公益社団法人 日本山岳会・東京多摩支部. 2025年1月22日閲覧。
3. ↑  “今熊山”.   八王子市. 2023年5月21日閲覧。
4. ↑  “陣馬高原下発高尾駅北口行バス時刻表”.   NAVITIME (2023年5月17日). 2023年5月27日閲覧。
5. ↑  “八王子八峰登山”.   高尾通信. 2023年5月21日閲覧。
6. ↑  山と高原地図 23.奥多摩 2013 昭文社